# RIM-8 Talos

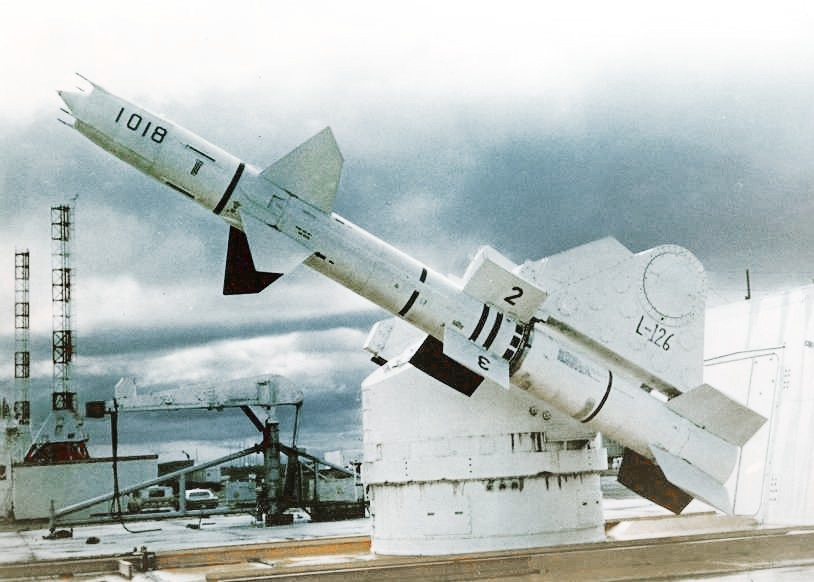
RIM-8G

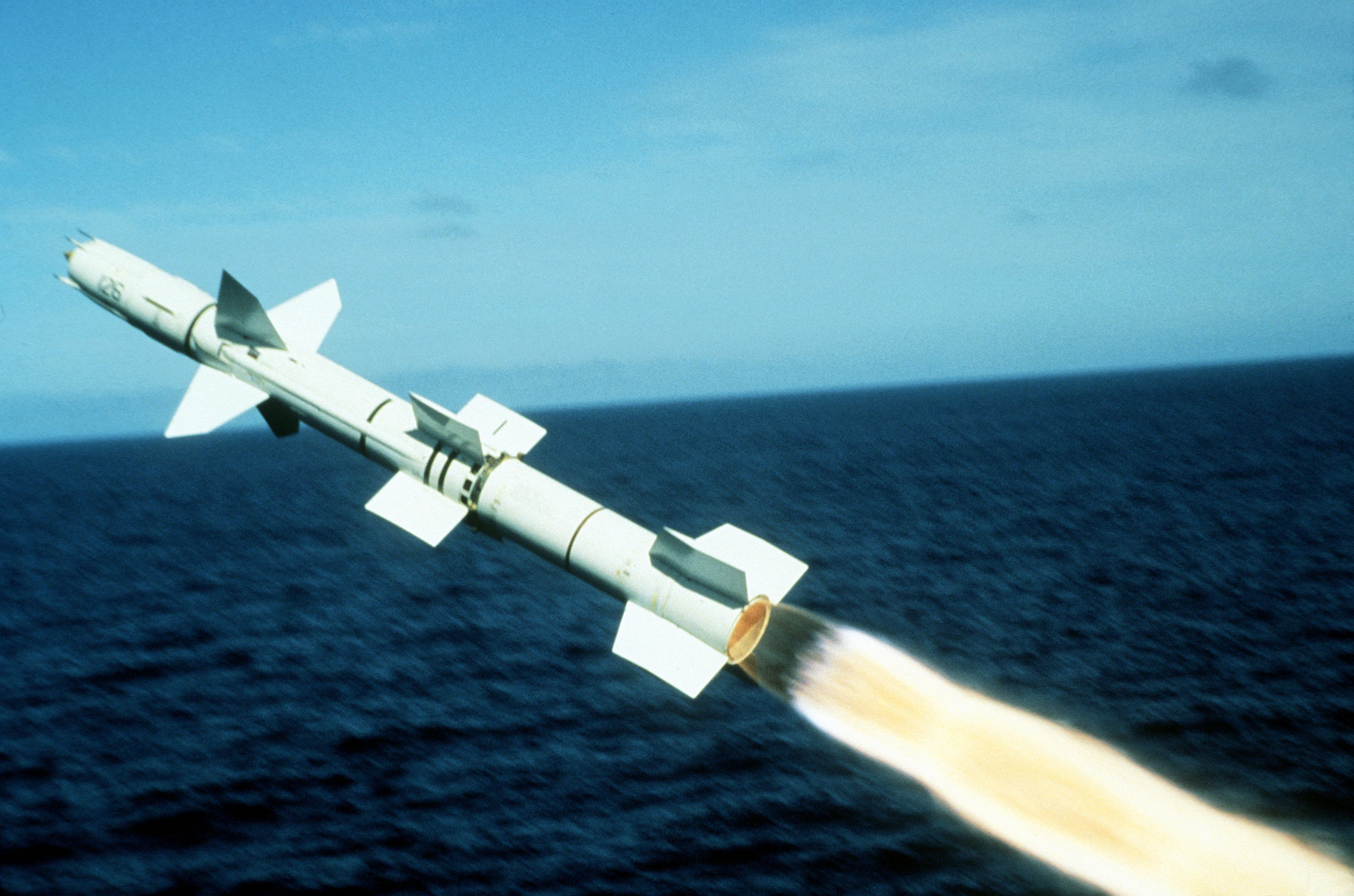
último Talos lançado pelo em 1979

O Bendix RIM-8 Talos foi um míssil superfície-ar naval de longo alcance que esteve entre os primeiros da sua categoria a equipar os navios da Marinha dos Estados Unidos. O impulso inicial era provido por um motor de foguete de combustível sólido para o lançamento e um ramjet Bendix para o voo até o alvo com a ogiva atuando como o compressor do ramjet.
O Talos foi o produto final da Operação Bumblebee, um programa de desenvolvimento de mísseis superfície-ar de 16 anos da marinha para desenvolver proteção contra mísseis antinavios guiados como bombs planadoras Henschel Hs 293, Flitz X e aeronaves kamikazes.
O Talos viu pouca ação, pois poucos navios poderiam acomodar os mísseis e os radares guias. O míssil de 9,9 metros e 3,5 tonelas era similar em tamanho a um avião de combate. O SAM-N-6b/RIM-8A tinha alcance de 92 km com uma ogiva convencional. O RIM-8B era a versão com uma ogiva nuclear. O RIM-8C tinha o dobro do alcance e o RIM-8D era a versão do RIM-8C armado com ogiva nuclear. O RIM-8E poderia ter o conteúdo da ogiva alterado entre cargas convencionais e nucleares. Alguns RIM-8Cs foram modificados com um novo buscador do E e designados como RIM-8F. O RIM-8G E RIM-8J tiveram melhorias nos sistemas de radar e novo combustível que estendeu o alcance para 241 km.

## Galeria

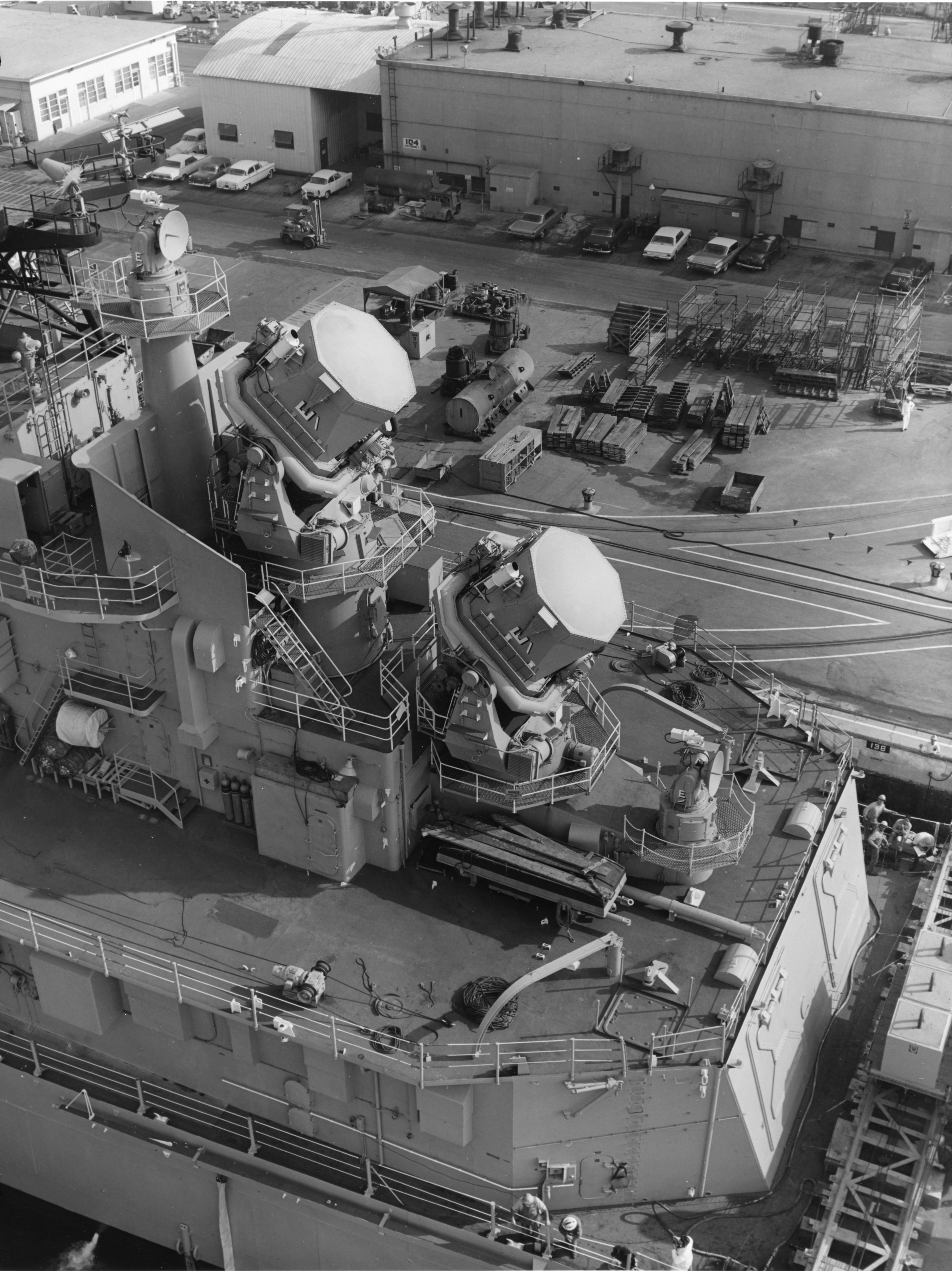
Radares guias do Talos AN/SPG-49.
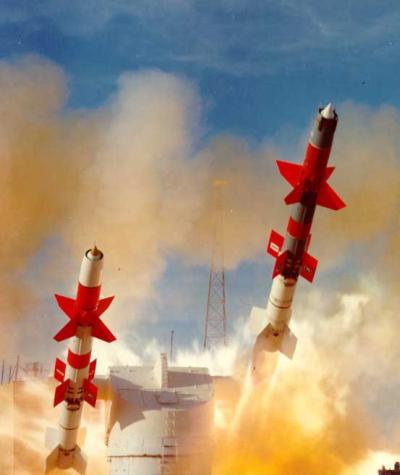
RIM-8A e -8B sendo lançados
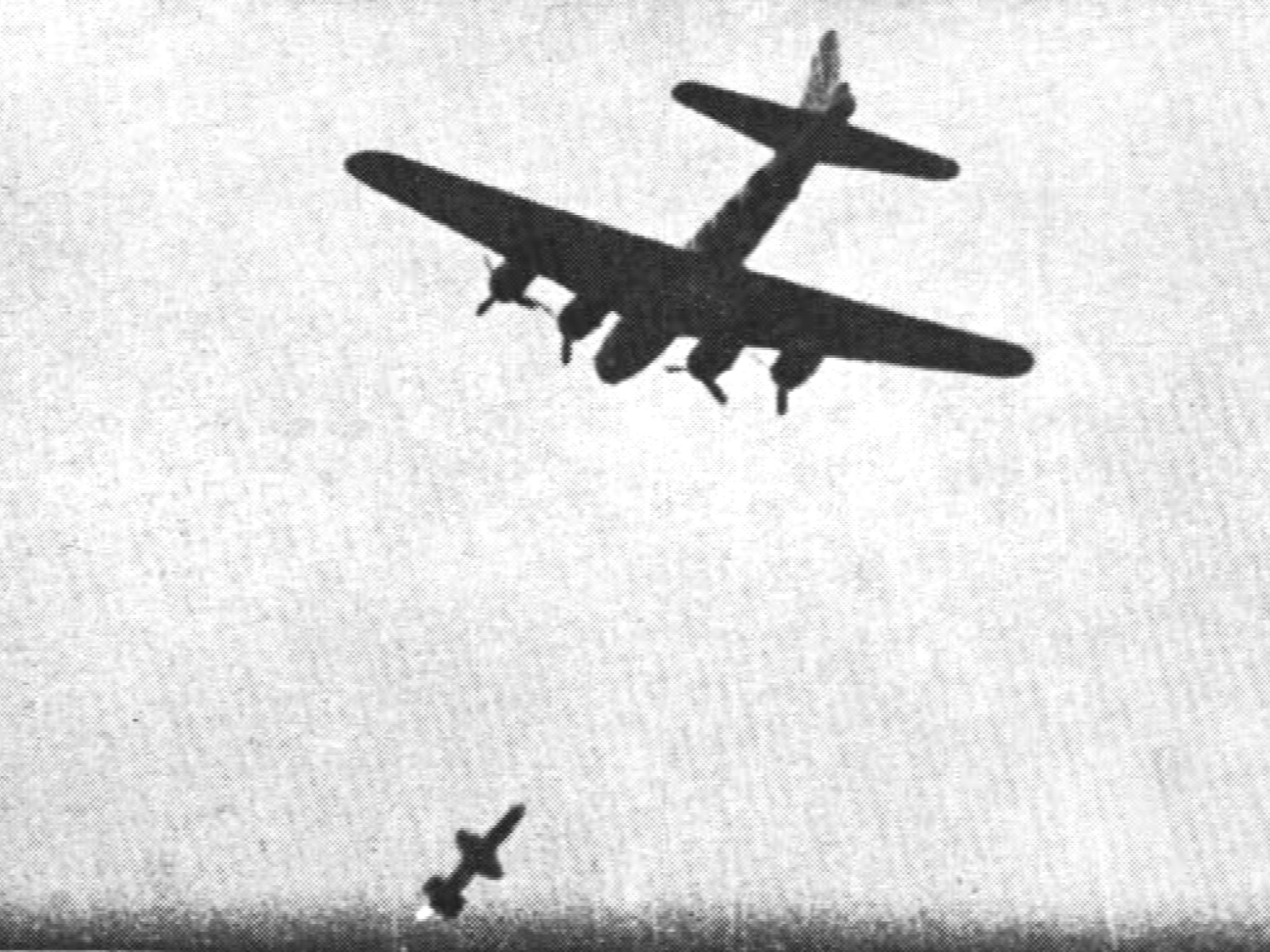
Um Talos antes de atingir um drone alvo B-17 em 1957.
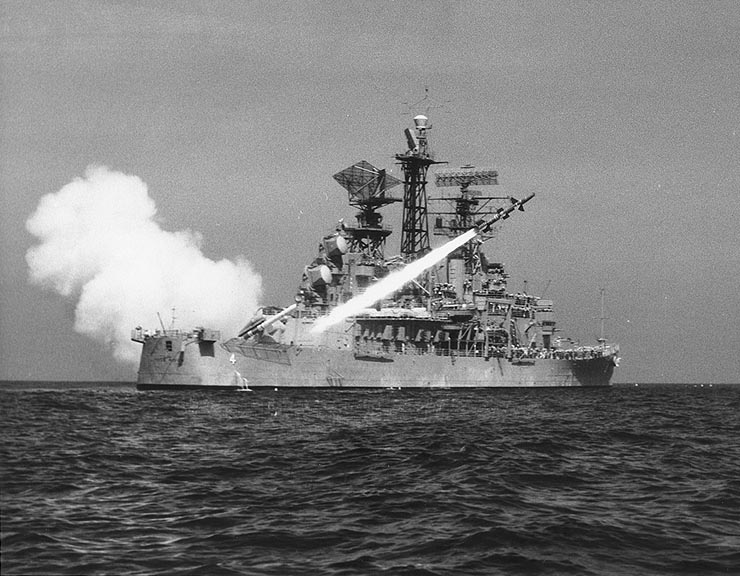
USS Little Rock (CLG-4) dispara um Talos, 4 de maio de 1961.
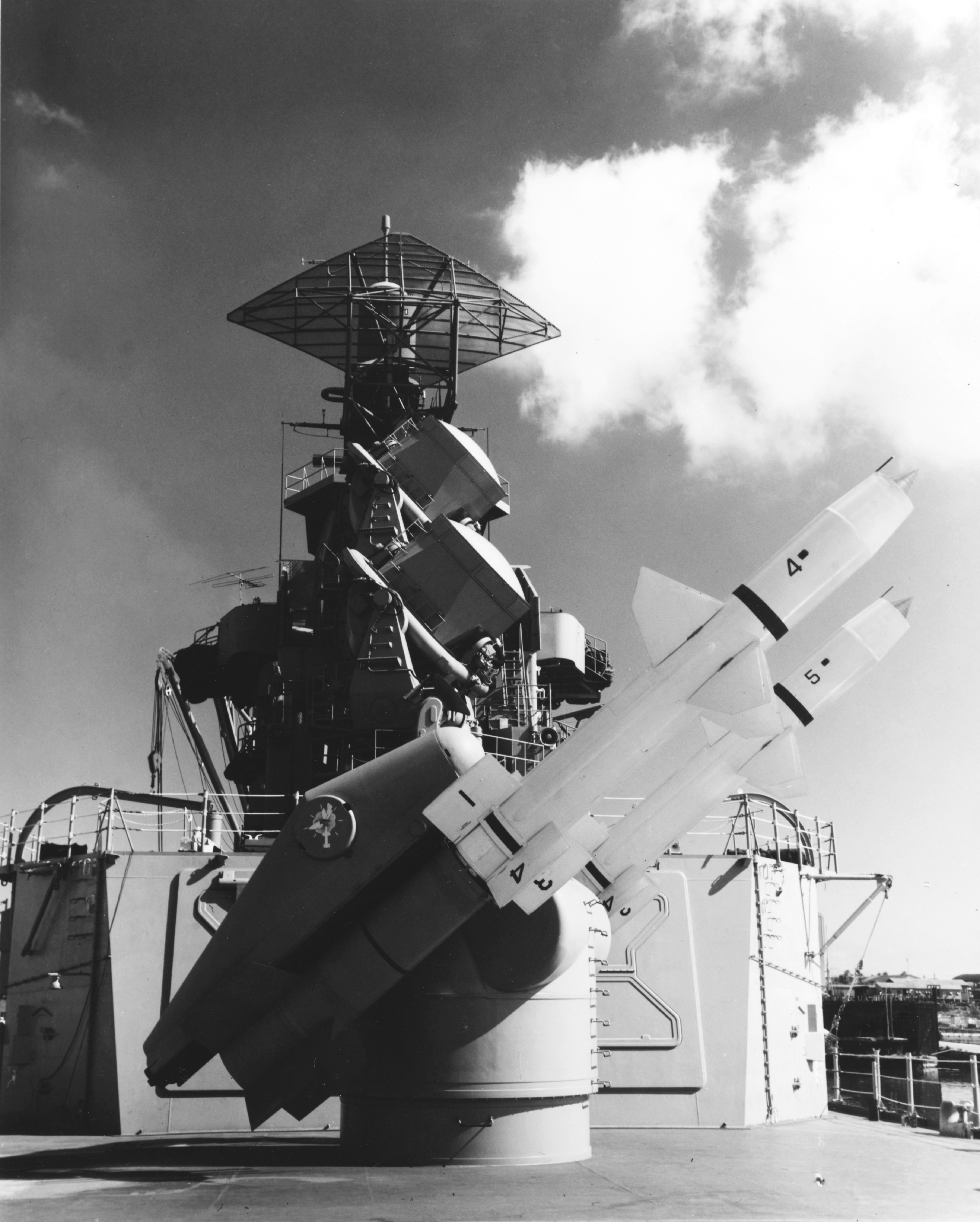
Talos no USS Little Rock (CLG-4), novembro de 1960.
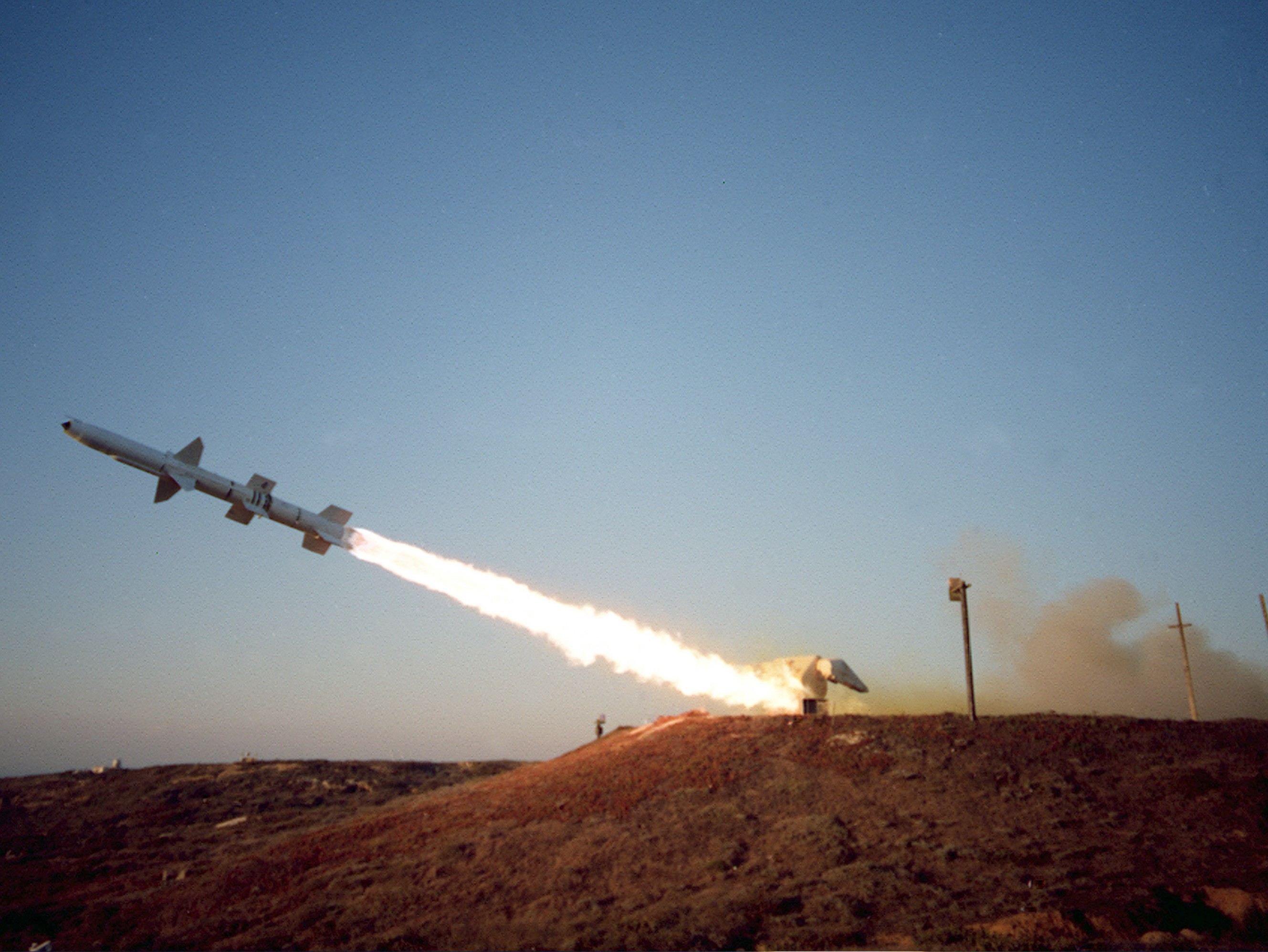
MQM-8G Vandal lançado da San Nicolas Island, em 1999.
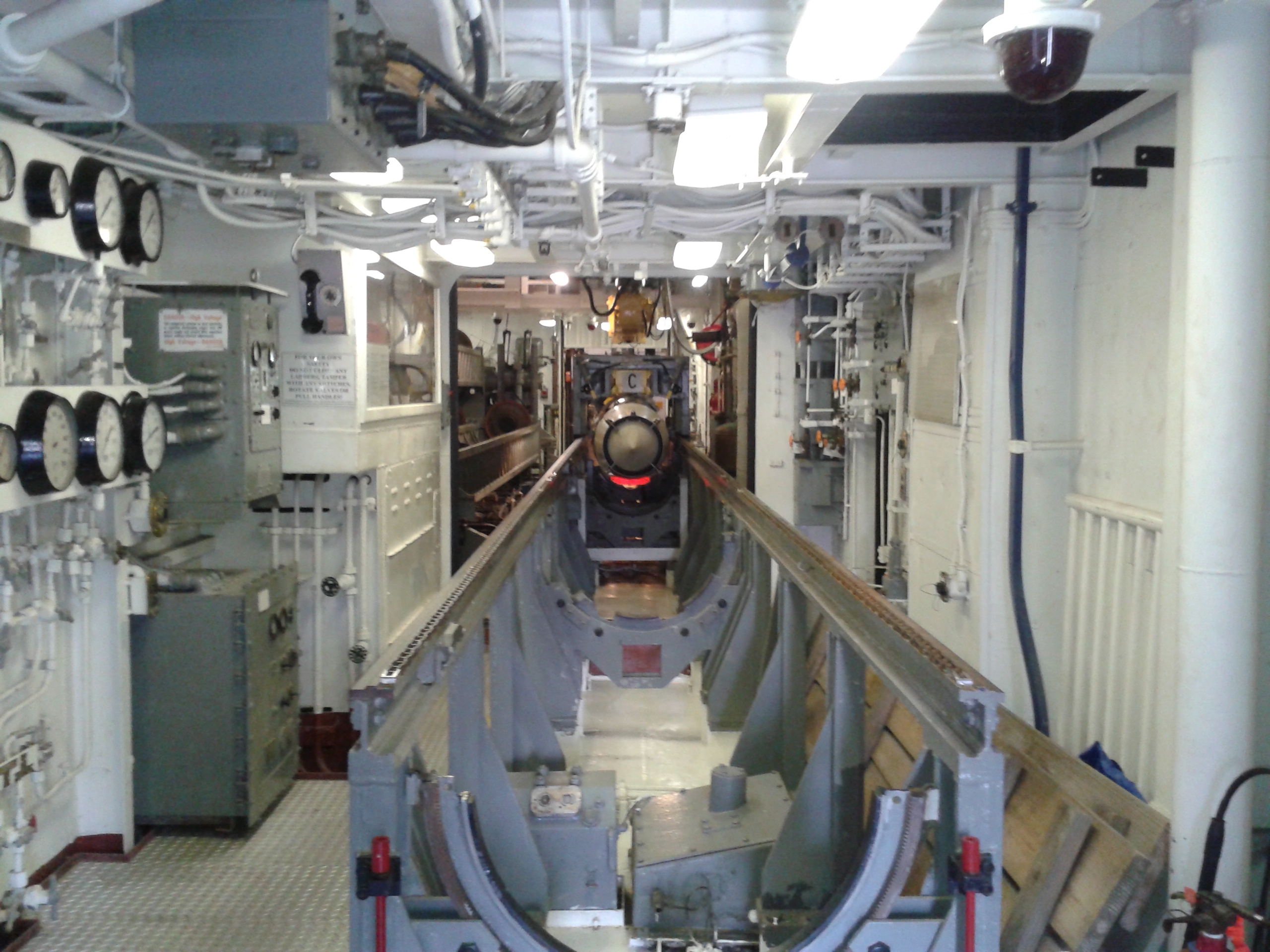
RIM-8 Talos no transportador de munição dentro do USS Little Rock (CLG-4).
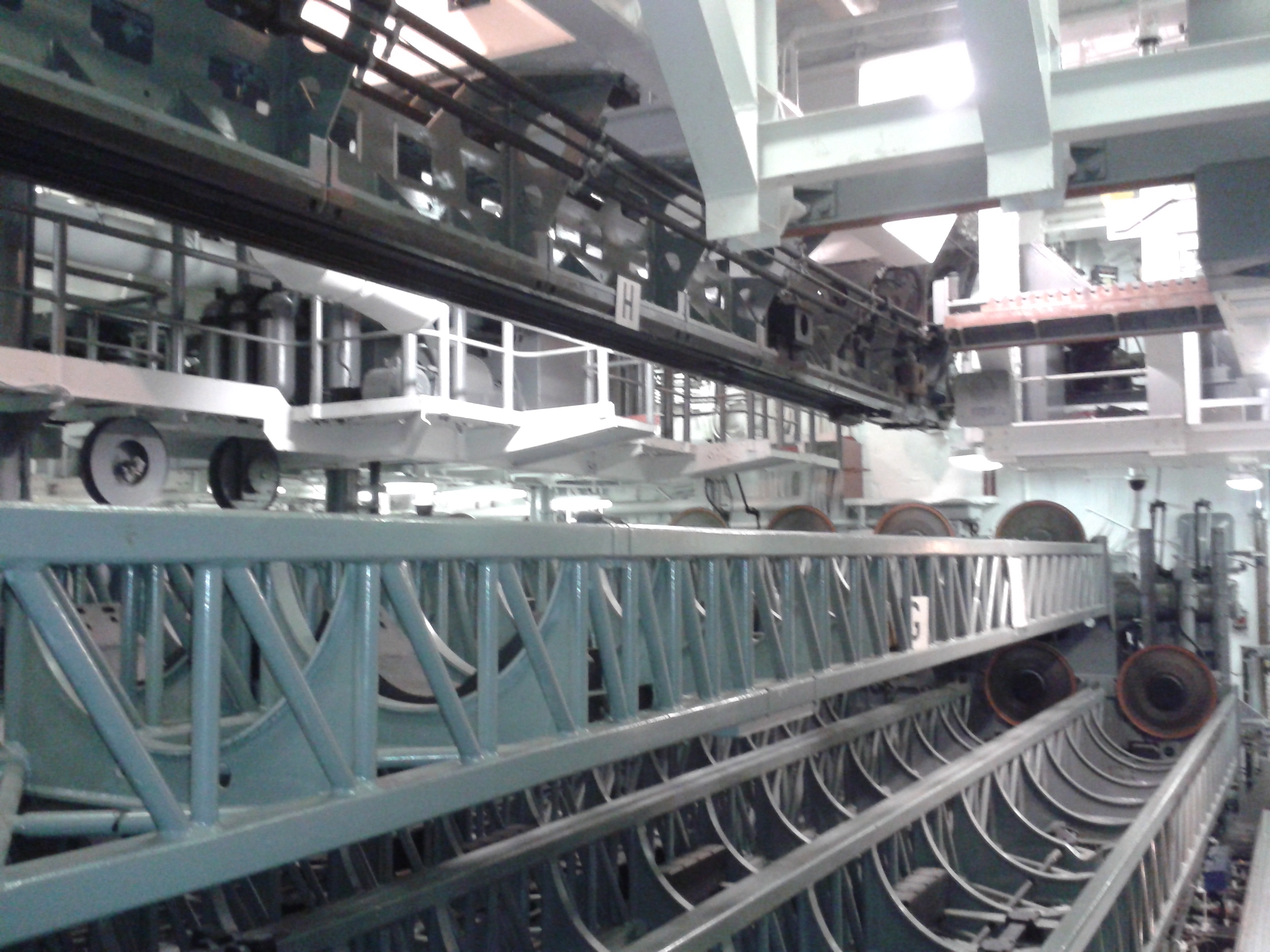
RIM-8 Talos no USS Little Rock (CLG-4)
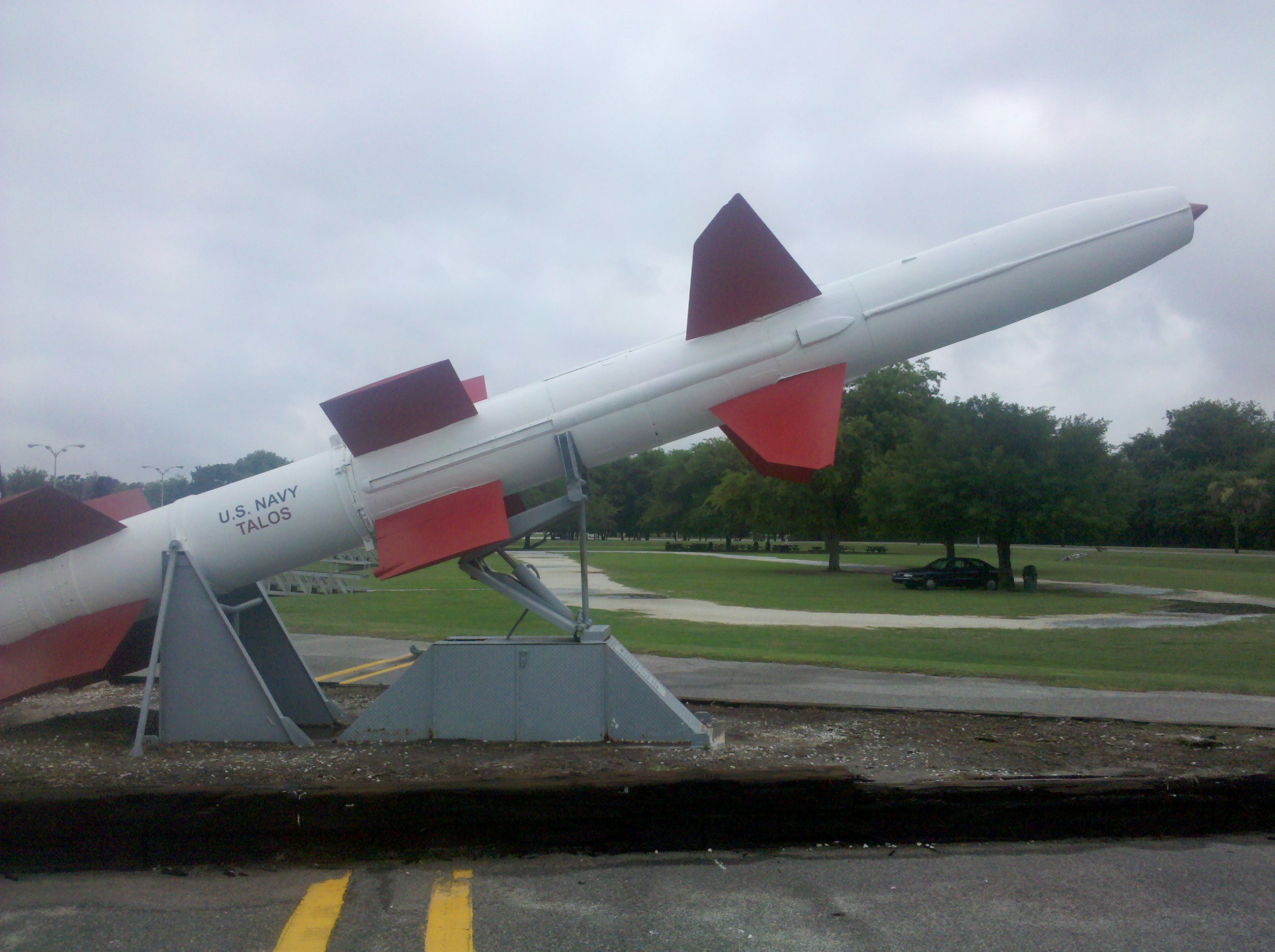
RIM-8 Talos em exibição, Patriots Point Naval Museum, Charleston, Carolina do Sul.